# Норден, Альберт
Альберт Но́рден (нем. Albert Norden; 4 декабря 1904, Мысловице — 30 мая 1982, Восточный Берлин) — немецкий журналист и политик, член КПГ и СЕПГ.

## Биография
Альберт Норден — сын раввина Йозефа Нордена. После гимназии выучился на столяра, работал в разных социалистических и коммунистических газетах, в том числе в Die Rote Fahne, и некоторое время выпускал издание для радикально-социалистической еврейской молодёжи. В 1919 году Норден вступил в ССНМ, в 1921 году — в КПГ. Неоднократно подвергался арестам по политическим мотивам. После прихода к власти национал-социалистов эмигрировал в 1933 году в Чехословакию, затем переехал во Францию и в 1941 году — в США. В 1933 году работал в Париже над коричневой книгой о поджоге Рейхстага и гитлеровском терроре. В Нью-Йорке зарабатывал на жизнь рабочим на фабрике. Являлся одним из деятелей Германо-Американского культурного объединения и писал для эмигрантских газет German American и Freies Deutschland. В 1944 году выступил одним из соучредителей Совета за демократическую Германию.
С 1949 года Норден в течение трёх лет руководил отделом прессы в информационном ведомстве ГДР, в 1953—1955 годах был профессором Новой истории в Берлинском университете имени Гумбольдта. С 1954 года Альберт Норден занимал должность первого секретаря Комитета за германское единство, организованного при СЕПГ и получившего статус статс-секретариата в Совете министров ГДР.
В 1958—1981 годах Альберт Норден входил в состав Политбюро ЦК СЕПГ и являлся депутатом Народной палаты ГДР. В Политбюро Альберт Норден отвечал за вопросы агитации и руководил комиссией, координировавшей деятельность по раскрытию военных и нацистских преступлений в ГДР. В 1965 году Норден опубликовал ещё одну коричневую книгу, содержавшую более 1800 имён нацистов и военных преступников, занимавших руководящие должности в Западной Германии. В 1960—1979 годах Норден являлся членом Национального совета обороны ГДР. С 1976 года Норден входил в состав Государственного совета ГДР. Ушёл в отставку со всех постов в 1981 году по состоянию здоровья.
Похоронен в Мемориале социалистов на Центральном кладбище Фридрихсфельде в берлинском Лихтенберге.

## Труды
- Krieg im Dunkeln : Orlows Verschwörung gegen die Sowjets im Auftrag der SPD. Berlin 1929
- Hans Behrend , Die wahren Herren Deutschlands. Prométhée, Paris 1939 (под псевдонимом)
- Lehren deutscher Geschichte : zur politischen Rolle des Finanzkapitals und der Junker. Berlin 1947
  - Альберт Норден. Уроки германской истории : к вопросу о политической роли финансового капитала и юнкерства. — М. : Гос. изд-во иностр. лит., 1948. — 296 с. / Пер. с нем. Б. Жуховецкого, Ф. Ройтенберг, Э. Халифман; вступит. статья Г. Беспалова.
- Der deutsche Journalist im Kampf um Frieden und Deutschlands Einheit. Berlin 1950
- Das Banner von 1813. Berlin 1952
- Um die Nation : Beiträge zu Deutschlands Lebensfrage. Berlin 1952
- Так делаются войны. О закулисной стороне и технике агрессии / So werden Kriege gemacht! — Über Hintergründe und Technik der Aggression. Berlin 1950
- Zwischen Berlin und Moskau — Zur Geschichte der deutsch-sowjetischen Beziehungen. Berlin 1954
  - Между Берлином и Москвой : к истории германо-советских отношений [1917-1921] / пер. с нем. В. Бая [и др]; вступ. статья В. И. Попова. — М. : Изд-во иностр. лит., 1956. — 411 с. : ил.
- Die spanische Tragödie. Berlin 1956
- Ritter der Akropolis : Zur Verteidigung von Manolis Glezos. mit E. Rigas, Berlin 1959
- Deutsche Politik 1945 im Jahr der Befreiung und Entscheidung. Berlin 1960
- An das Gewissen der Welt. Berlin 1960
- Das spanische Drama. Berlin 1961
- Фальсификаторы. К истории германо-советских отношений / Fälscher — Zur Geschichte der deutsch-sowjetischen Beziehungen. Berlin 1963
- Die Nation und wir — Ausgewählte Aufsätze und Reden, 1933—1964. Berlin 1964
- Multilaterale Atommacht — Torpedo gegen Deutschlands Wiedervereinigung. Berlin 1964
- Braucht man zum Leben Politik? Berlin 1966
- Wohin steuert die Bundesrepublik? Berlin 1966
- Vom Chefagitator Hitlers zum Kanzlerkandidaten in Bonn : Rede von Professor Albert Norden auf der internationalen Pressekonferenz am 22. November 1966 in Berlin. Dresden 1966
- Zwei deutsche Staaten. Die nationale Politik der DDR. mit Friedrich Ebert und Hermann Matern, Wien 1967
- Graubuch. Berlin 1967
- Für eine neue Politik in Westdeutschland. Dresden 1970
- Um die Nation : Beiträge zu Deutschlands Lebensfrage. Regensburg 1971
- Was die Nationale Front ist und tun sollte. Berlin 1971
- Miteinander und füreinander. Berlin 1972
- Mitarbeit sozialistischer Staatsbürger christlichen Glaubens. mit Gerald Götting, Berlin 1973
- Fünf Jahrzehnte im Dienst seiner Klasse : ausgewählte Aufsätze und Reden, 1922—1974. Berlin 1974
- Herrscher ohne Krone. Frankfurt/Main 1974
  - Некоронованные властители / Перевод с нем. В. П. Гренкова. — М. : Прогресс, 1978. — 227 с., 8 л. ил. : карт.
- Wie der Maoismus gegen den Frieden in Europa kämpft. Berlin 1975
- Der Mensch im Mittelpunkt : ausgewählte Aufsätze und Reden 1971—1979. Berlin 1979
- Ereignisse und Erlebtes. Berlin 1981